# Bernhard I. von Hildesheim

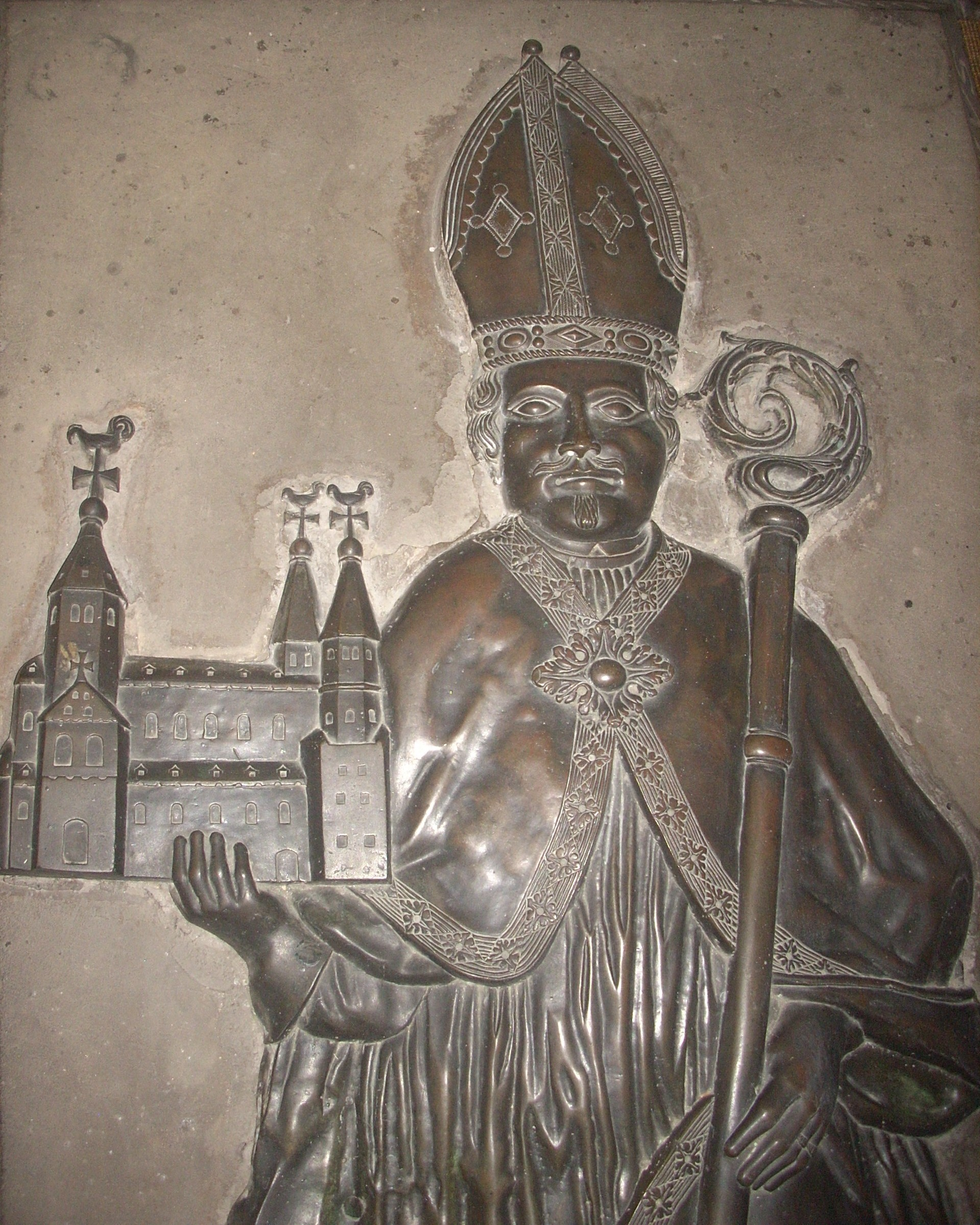
Grab Bischof Bernhards im Hochchor der Basilika St. Godehard, Bronzerelief als Stifterbild, 1745

Bernhard I. († 20. Juli 1154 in Walshausen bei Hildesheim) war von 1130 bis 1153 (Resignation) Bischof von Hildesheim.
Bernhard I. war zunächst Leiter der Hildesheimer Domschule. Zu Beginn seiner Amtszeit als Bischof gründete er das Stift der Augustiner-Chorherren bzw. Chorfrauen in Holle. Durch persönliche Besuche bei Papst Innozenz II. in Lüttich und auf dem Konzil zu Reims 1131 führte er die Heiligsprechung des Bischofs Godehard von Hildesheim zu Ende. Daraufhin gründete er 1133 das Godehardikloster in Hildesheim. 1135 erfolgte die Weihe des Klosters Amelungsborn durch Bischof Bernhard. 1142 rief er alle bischöflichen Lehensträger zum Hoftag in Goslar zusammen, um die Opposition gegen König Konrad III. zu stärken. 1148 ließ er sich durch Reinald von Dassel, den späteren Erzbischof von Köln, auf dem Konzil zu Reims vertreten. Im ehemaligen reichsunmittelbaren Kanonissenstift Ringelheim, das Konrad III. 1150 dem Hildesheimer Bischofsstuhl übergab, gründete er mit Mönchen aus St. Michael eine Benediktinerabtei.
Im Jahr 1153 endet seine Amtszeit als Bischof von Hildesheim. Wie das geschah, dazu gibt es unterschiedliche Meinungen. Nach einer Quellenanalyse von Hans Goetting resignierte der blinde Bischof, der sich den politischen Verhältnissen unter dem neuen Herrscher nicht mehr gewachsen glaubte. Die Gesta Friderici I imperatoris aus dem 12. Jahrhundert geht hingegen davon aus, dass er auf der Reichsversammlung in Woms Pfingsten 1153 durch die Kardinallegaten Bernhard von San Clemente und Gregor von Jacinto von Sant’Angelo in Pescheria sowie König Friedrich Barbarossa aus dem Amt entfernt wurde.
Bernhard I. wurde in der St.-Godehard-Basilika in Hildesheim begraben. Bald nach seinem Tod wurde er in Stadt und Stift Hildesheim als Seliger verehrt. Sein Gedenktag, der 20. Juli, war bis ins 18. Jahrhundert ein öffentlicher Feiertag. Bis heute ist er liturgischer Eigengedenktag in der Basilika St. Godehard.